# مدلین منتاک
مدلین منتاک (انگلیسی: Madeleine Mantock؛ زادهٔ ۲۶ مهٔ ۱۹۹۰) بازیگر اهل انگلستان است.
از فیلم‌ها یا برنامه‌های تلویزیونی که وی در آن نقش داشته‌است می‌توان به لبه فردا، انسان‌های فردا و در بدلندز اشاره کرد.